# Dasyhelea unicolor
Dasyhelea unicolor är en tvåvingeart som beskrevs av Remm 1962. Dasyhelea unicolor ingår i släktet Dasyhelea och familjen svidknott. Inga underarter finns listade i Catalogue of Life.